# Temnothorax cuneinodis
Temnothorax cuneinodis  (лат.) — вид мелких по размеру муравьёв рода Temnothorax  из подсемейства мирмицины (Formicidae). Эндемик Северной Кореи.

## Распространение
Восточная Азия, КНДР, Maram ad Pyongyang.

## Описание
Мелкие красновато-коричневые муравьи (2—3 мм). Голова овально-удлинённая, грудь низкая и длинная с угловатыми плечевыми буграми, метанотальное вдавление отсутствует, заднегрудь угловатая, с проподеальными шипиками. Грудь и голова сверху с редуцированной скульптурой.  Усики 12-члениковые.